# Янченко, Александр Иванович
Александр Иванович Янченко (укр. Олександр Ігорович Янченко; род. 2 июня 1981, Харьков) — украинский хоккеист, нападающий.

## Биография
Воспитанник харьковского хоккея. Начинал играть в первой российской лиге за «Воронеж-2» в сезоне 1996/97. В сезонах 1999/2000 — 2000/01 — во второй команде «Северстали». В сезоне 2000/01 провёл два матча за «Киев» в ВЕХЛ и пять за петербургский СКА в РХЛ. Два сезона отыграл в высшей лиге за «Воронеж», затем играл за украинские клубы «Барвинок» (2003—2006), «Днепровские волки» (2006—2007), «Харьков» (2007—2011), «Львы» Львов (2011—2012), «Динамо» Харьков (2012), «Витязь» Харьков (2015—2016). Серебряный (2002/2003) и бронзовый (2007/2008) призёр чемпионатов Украины. Играл за юниорские и молодёжные сборные Украины.